# Police Academy 5: Assignment Miami Beach
Loca academia de policía 5: Operación Miami Beach (título original: Police Academy 5: Assignment Miami Beach) es una película del año 1988, dirigida por Alan Myerson siendo la quinta entrega de la saga Loca academia de policía.
Steve Guttenberg no pudo aparecer en la película debido a problemas de agenda por estar protagonizando Tres hombres y un bebé, así que se optó por introducir un nuevo personaje con el actor Matt McCoy.

## Argumento
Todo comienza cuando se muestra la graduación de otra generación de policías que la misma academia ayudó a formar, entre ellos se encuentra Tommy "House" Conklin (quien fuese voluntario en la película anterior, lo que da a entender que Kyle y Arnie también se inscribieron y convirtieron en agentes) hecho que ponía al comandante Lassard bastante feliz al mostrarse satisfecho del buen resultado obtenido, no obstante el jefe Hurst le informa al mismo tiempo que su edad de jubilación obligatoria estaba cercana y que pronto tendría que retirarse de la dirección activa de la academia (descubierto por el capitán Harris y Proctor habiendo irrumpido en la oficina del mismo comisionado), hecho que a su vez entristece al comandante.  Por su parte el capitán Harris y su mano derecha el teniente Proctor se muestran felices de que ello ocurriese porque Harris era apto para suplirle y relevarlo como comandante en jefe de la misma; no obstante el jefe Hurst le recuerda que si bien él está capacitado, él no es respetado por nadie, cosa que sí ocurre con Lassard.
Este hecho motiva a los mismos hombres de Lassard a visitarlo en su oficina y animarlo, los sargentos Hightower, Tackleberry, Hooks, Jones y la teniente Callahan así como también el ahora agente Conklin son quienes le recuerdan que por el siempre han sido los mejores y que ello debe enorgullecerlo, hecho que finalmente le hace recuperar la confianza aun a pesar de su retiro obligatorio por lo que los invita a que lo acompañen a la ceremonia donde obtendrá el galardón al Policía de la Década en Miami, invitación que aceptan los sargentos, la teniente y el oficial con gusto y alegría. No obstante Harris y Proctor se dan cuenta de ello y deciden ir también para hipócritamente apoyar a Lassard aunque su intención sea otra por lo que el viaje daría comienzo, Jones junto con Conklin, Callahan y HighTower le gastan la broma de mandar a ambos en un vuelo privado de carga, mientras ellos irían junto con el comandante en el vuelo común y corriente. Con menos dificultades que el anterior (donde inclusive Hooks reprende a un caballero por fumar en el vuelo y donde a la llegada Hightower y Tommy desmontan la puerta del avión para ayudar a salir a los pasajeros).
Paralelamente un grupo de criminales roba de un museo una colección de joyas de valor incalculable las cuales esconden en una cámara que guardan en una maleta de viaje, el golpe resulta tener éxito pero finalmente en el aeropuerto la bolsa de viaje del comandante resulta idéntica a la de los maleantes por lo que por error Lassard toma la equivocada y los maleantes la del propio comandante quienes deberán recuperarla de inmediato.
Al llegar a Miami, es recibido por las mismas autoridades homólogas de dicha región quienes lo felicitan por su galardón, del mismo modo su sobrino Nick Lassard (Matt McCoy) llega a presentarse y al final todo va viento en popa, la ceremonia ocurre y el galardón se le entrega, no obstante se muestra triste por el hecho de que debe retirarse, por su parte los demás acuden a una exhibición de lo último en artefactos policiales y muestras de técnicas de defensa y control, así como una gala donde todos acuden, asimismo el Sobrino de Eric se enamora de su compañera de labor en Miami misma quien comienza a conocerlo más a fondo tanto profesional como afectivamente así como también gastarle una broma a Harris por haber ofendido al mismo sobrino del comandante.
En un momento inesperado con la guardia baja los asistentes a una reunión de gala con motivo del galardón del comandante son secuestrados, y el principal rehén resulta ser Lassard quien finalmente cree que todo es un ardid simulado de demostración incluso ayudando a los delincuentes, Harris intenta comandar una misión de rescate pero con todo falla y los hombres de Lassard junto a su sobrino y la compañera de este último deciden tomar el mando de esta para rescatar a su comandante lo más pronto posible todo incluyendo una persecución por los pantanos en barcazas deslizadoras, todo resulta bien aunque de nueva cuenta Harris vuelve a ponerse en peligro teniendo que ser rescatado por Hightower, aun con todo Lassard sigue creyendo que es una demostración hasta que su sobrino le menciona que si son delincuentes reales por lo que reacciona venciéndoles con técnicas de Karate simples y recuperando el botín exitosamente.
Después de dicha aventura, el departamento de Policía de Miami les entrega medallas al valor a los hombres de Lassard por haber frustrado exitosamente los planes de los maleantes además de también haber rescatado de nueva cuenta al capitán Harris, además de ascender de Rango a Hightower (de sargento a teniente) por salvar al mismo y demostrar desempeño sin igual, hecho que molesta a Harris al tener que ser quien le otorgue su grado en ceremonia a Hightower.
Además se informa al comandante Lassard de que puede seguir al mando de la Academia de policía (por órdenes del gobernador) y que puede retirarse cuando él lo considere apropiado y pertinente, hecho que lo pone muy contento junto con el comisionado Hurst quienes "chocan los cinco" en ademán de celebración, mientras Harris vuelve de nueva cuenta a molestarse y termina chocando contra un tambor de la banda de honor de la Academia.

## Reparto
- Bubba Smith como el sargento Moses Hightower.
- David Graf como el sargento Eugene Tackleberry.
- G. W. Bailey como el capitán Thaddeus Harris.
- Michael Winslow como el sargento Larvell Jones.
- Marion Ramsey como la sargento Laverne Hooks.
- Leslie Easterbrook como la teniente Debbie Callahan.
- George Gaynes como el comandante Eric Lassard.
- Rene Auberjonois como Tony.
- Lance Kinsey como el teniente Proctor.
- Matt McCoy como el sargento Nick Lassard.
- Tab Thacker como el agente Tommy "House" Conklin.
- Janet Jones como la agente Kate.

## Doblaje
| Actor              | Personaje               | Doblaje España          |
| ------------------ | ----------------------- | ----------------------- |
| Bubba Smith        | Sgt. Moses Hightower    | Juan Antonio Gálvez     |
| David Graf         | Sgt. Eugene Tackleberry | Miguel Zúñiga           |
| G. W. Bailey       | Cp. Thaddeus Harris     | Juan Logar              |
| Michael Winslow    | Sgt. Larvell Jones      | Alfonso Laguna          |
| Marion Ramsey      | Sgt. Laverne Hooks      | Valle Acebrón           |
| Leslie Easterbrook | Tte. Debbie Callaghan   | María José Alfonso      |
| George Gaynes      | Cte. Eric Lassard       | Francisco Arenzana      |
| René Auberjonois   | Tony                    | Roberto Cuenca Martínez |
| Lance Kinsey       | Sargento Proctor        | Carlos del Pino         |
| Matt McCoy         | Sgt. Nick Lassard       | Salvador Aldeguer       |